# СВД (радиоприёмник)
СВД («Супергетеродин всеволновый с динамиком») — семейство советских бытовых радиоприёмников, выпускавшихся на заводе им. Козицкого и Александровском радиозаводе с 1936 по 1941 годы. Первый в СССР крупносерийный вещательный приёмник супергетеродинного типа.

## История
В 1935 году ленинградскому Институту радиовещательного приёма и акустики (ИРПА) им. А. С. Попова была поручена разработка качественно нового для СССР бытового радиоприемника — супергетеродина с коротковолновым диапазоном. До того почти все серийные советские приемники строились по схеме прямого усиления, поскольку отечественная промышленность не выпускала подходящих для супергетеродина ламп.
В ИРПА пошли по пути копирования одного из лучших приемников американской фирмы RCA Victor — модели 140. Советскую копию RCA 140 под названием СВД, с американскими лампами, запустили в производство на ленинградском заводе им. Козицкого весной 1936 года. 
С июня того же года производство началось на заводе № 3 Наркомата связи СССР в г. Александрове, а в Ленинграде сборку СВД постепенно свернули. 
Но вскоре фирма RCA предъявила претензии по поводу нелицензионного копирования её изделия, и выпуск пришлось приостановить. Скандал разрешили, купив у RCA лицензию и заключив договор на разработку приемников специально для СССР, передачу технологии и обучение персонала. Выпуск СВД на Александровском заводе продолжался до 1937 года, тем временем было подготовлено производство нового варианта — СВД-1 — и закуплены в США основные комплектующие для 5000 приемников.
Следующий приёмник из серии — СВД-М — считался уже советской разработкой. В нем применялись считавшиеся тогда весьма перспективными лампы с металлическим баллоном, частью американского производства, частью отечественные, произведённые по лицензии. СВД-М производился с октября 1937 года. После очередной модернизации в 1938 году приемник получил наименование СВД-9 и выпускался до начала войны.
Приёмники СВД были для своего времени высококлассными аппаратами, на них впервые появились технические новшества, ранее не применявшиеся в СССР: электронно-оптический индикатор настройки («магический глаз»), эффективная система автоматической регулировки усиления) и др.

## Техническое описание
Все приемники серии СВД — супергетеродины с одним преобразованием частоты (промежуточная частота 445 кГц), с питанием от сети переменного тока, настольного исполнения, с возможностью подключения звукоснимателя для воспроизведения грамзаписей. Одна из ламп (дополнительный усилитель высокой частоты) включается только на самом высокочастотном диапазоне. Громкоговоритель — один, динамический, с подмагничиванием, то есть вместо постоянного магнита применен электромагнит, питающийся постоянным током.

### СВД
Пятидиапазонный приемник с отключаемой автоматической регулировкой усиления (АРУ), на восьми лампах с напряжением накала 2 В. Прототип — приемник RCA-140 выпуска 1933 г. Комплектовался лампами производства RCA. Их аналоги ленинградского завода «Светлана» значительно уступали оригиналу по характеристикам.
- Диапазоны:
  - «А» — 2000…732 м (150…410 кГц)
  - «Б» — 555…200 м (540…1500 кГц)
  - «В» — 200…77 м (1500…3900 кГц),
  - «Г» — 77…30 м (3900…10000 кГц)
  - «Д» — 37,5…16,7 м (8000…18000 кГц)
- Промежуточная частота — 445 кГц.
- Чувствительность (средняя по всем диапазонам, при выходной мощности 0,7 Вт) — около 30 мкВ.
- Избирательность по соседнему каналу: ослабление нежелательного сигнала в 100 раз (на 40 дБ) достигается при расстройке 35 кГц на диапазоне «Б» и 25 кГц на диапазоне «Д».
- Выходная мощность — до 7 Вт при коэффициенте нелинейных искажений 6 %.

Корпус («шкаф» по терминологии 1930-х годов) деревянный, намного более простой по архитектуре, чем у американского прототипа. RCA-140 по моде своего времени имел весьма затейливо оформленный корпус в стиле ар-деко. Комплектующие, кроме ламп, советского производства. Из-за их невысокого качества характеристики СВД несколько ниже, чем у RCA-140.
Выпускался в ограниченном количестве в 1936—1937 годах на заводе им. Козицкого и заводе № 3 в Александрове.

### СВД-1
Разработан на основе RCA-140 конструкторами RCA при участии советских специалистов. В отличие от СВД в СВД-1 применены лампы с напряжением накала 6 В (также производства RCA) и исключен диапазон «В». Предполагалось, что приемник будет 9-ламповым, с электронно-оптическим индикатором настройки («кошачьим глазом»), но в процессе согласования документации индикатор был исключен. Введен регулятор тембра по верхним частотам («тонконтроль»). Корпус был еще более упрощенной формы, но значительная часть СВД-1 была собрана в корпусах, заготовленных для СВД.
- Диапазоны:
  - «А» — 2000…734 м (150…415 кГц)
  - «Б» — 555…200 м (540…1500 кГц)
  - «Г» — 75…30 м (4000…10000 кГц)
  - «Д» — 36,8…16,7 м (8150…18000 кГц)
- Размеры приёмника — 560×360×290 мм
- Потребляемая мощность — 80 Вт

СВД-1 выпускался на заводе № 3 со второго квартала до осени 1937 г., изготовлено около 7 тыс. штук. В журнале «Радиофронт» отмечалось, что, хотя СВД-1 «…может считаться нашим первым приемником современного типа», но схемотехника его явно устарела, приемник страдает многими недостатками, в основном из-за недостаточного качества изготовления и регулировки. Кроме того, СВД был сложен в ремонте из-за неудачной компоновки шасси.

### СВД-М
Принципиальная схема и конструкция существенно изменены по сравнению с СВД-1. Иначе решена АРУ, введен оптический индикатор настройки (впервые в СССР), вследствие чего приемник стал 10-ламповым. Большинство ламп — из новой октальной серии с металлическим баллоном. Производство таких ламп по американской лицензии освоил завод «Светлана», в часть приемников устанавливались также импортные лампы.
- Диапазоны:
  - «А» (ДВ) — 750…2000 м (400…150 кГц);
  - «Б» (СВ) — 200…556 м (1500…540 кГц);
  - «Г» (КВ-1) — 85,7…33,3 м (3,5…9,0 МГц);
  - «Д» (КВ-2) — 36,6…16,7 м (8,2…18,0 МГц).
- Чувствительность по диапазонам, при выходной мощности 0,5 Вт:
  - «А» — 20 мкВ;
  - «Б» — 10 мкВ;
  - «Г» — 20 мкВ;
  - «Д» — 30 мкВ.
- Выходная мощность 3 Вт при коэффициенте нелинейных искажений 10 %.
- Потребляемая мощность — не более 100 Вт
- Габариты — 560×360×290 мм
- Масса — 16 кг

Выпускался с октября 1937 г. на заводе № 3.
На основе СВД-М выпускались трансляционные приемники ТМ-7 (с батарейным питанием) и ТМ-8. Они отличались измененной схемой усилителя низкой частоты для работы не на громкоговоритель, а на сеть репродукторов. ТМ-7, кроме того, не имел индикатора настройки.

### СВД-9
9-ламповый вариант 1938 года с измененной схемой усилителя низкой частоты. Выпускался на заводе № 3 до лета 1941 г., с 1940 г. — в измененном внешнем оформлении. Характеристики — как у СВД-М.
В небольших количествах там же выпущены настольная радиола Д-9 и напольная СВГ-К («супергетеродин всеволновый с граммофоном, консольный»), созданные на основе СВД-9.

### 10Н-15 (СВД-10)
Десятиламповый настольный приемник первого класса, выпущенный на Александровском заводе с января по март 1941 года в количестве 500 штук. Три диапазона — длинные (715…2000 м), средние (200…577 м) и короткие волны (15,8…50 м). Чувствительность 300…500 мкВ на всех диапазонах, избирательность по соседнему каналу около 30 дБ в ДВ и СВ диапазонах, 20 дБ на КВ. Номинальная выходная мощность усилителя 5, максимальная 6,5 Вт.